# Grapholita gemmiferana
Grapholita gemmiferana es una especie de polilla del género Grapholita, tribu Grapholitini, familia Tortricidae. Fue descrita científicamente por Treitschke en 1835.
La envergadura es de unos 13–16 milímetros. Se distribuye por Europa: Hungría.